# Jean Séguy (linguiste)
Ne doit pas être confondu avec Jean Séguy (sociologue).
Pour les articles homonymes, voir Séguy.
Jean Séguy, né le 25 juin 1914 à Toulouse et mort dans la même ville le 26 mars 1973, est un linguiste français, professeur d'université en langue et littérature d'oc et en linguistique romane à l'université de Toulouse-le-Mirail. Ethnolinguiste, inventeur de la dialectométrie, il est le créateur de l'Atlas linguistique et ethnographique de la Gascogne.
« Dépassant la relation originelle entre linguistique historique et linguistique diatopique, usant de façon très neuve d'un atlas purement descriptif, J. Séguy a consacré les dernières années de sa vie à fonder une théorie de la communication dialectale [...] [qui] intéressent au premier chef l'anthropologue ».

## Biographie
Jean Séguy est agrégé de grammaire et a réalisé deux thèses, une thèse principale intitulée Les Noms populaires des plantes dans les Pyrénées centrales,, soutenue à l'université de Toulouse-le-Mirail en 1948, puis en 1950 une thèse complémentaire intitulée Le Français parlé à Toulouse. 
Pour mener à bien les enquêtes nécessaires à sa thèse, il travaille au cours de l’été 1944 comme ouvrier agricole dans la vallée de Nistos, où il parle exclusivement gascon et relève in situ le vocabulaire de base, et étudie les réactions des sujets parlants amenés à nommer une plante dans le contexte de situation ; un travail qui relève de l'ethnolinguistique.
Avec Jean Bouzet et Pierre Bec, il participe dans les années 1950 à la mise en place du système orthographique du gascon de l’Éducation Nationale.
En 1950, Jean Séguy fonde la revue Via Domitia, dédiée à la linguistique, la dialectologie, l'onomastique et l'ethnographie. Parmi les auteurs publiés par cette revue, citons Monseigneur Antoni Griera, Jacques Allières, Charles Joisten, Pierre Bec, Charles Camproux, Gerhard Rohlfs, René Lafon, Daniel Fabre.
Deux fois lauréat de l'Institut de France, il est reçu à l'Ordre du Mérite Agricole en 1969. 
Romaniste occitaniste, spécialiste du gascon, responsable de la philologie à l'institut des études méridionales, il est le créateur de l'Atlas linguistique et ethnographique de la Gascogne, dans le cadre du projet de Nouvel Atlas Linguistique de France. 
Jean Séguy donne une nouvelle orientation à la recherche universitaire romaniste : la dialectologie moderne. chaire de linguistique et philologie romanes
Il est important de noter qu'avec Jean Séguy l'intitulé de la chaire de philologie romane qu'il occupe à la faculté des lettres s'enrichit de linguistique et devient la «chaire de linguistique et philologie romanes». Son ouvrage intitulé Le français parlé à Toulouse, montre comment l'occitan en déclin sème à foison dans le français parlé à Toulouse également appelé Francitan.
Jean Séguy était également botaniste et naturaliste, pionnier en Ethnobotanique.

## Dialectologie et dialectométrie
Jean Séguy est une référence en matière de dialectologie romane y compris auprès des plus grands dialectologues comme Manuel Alvar.  
Il dirige l'Atlas Linguistique et ethnographique de la Gascogne, dans le cadre du projet porté par le CNRS d'un Nouvel Atlas Linguistique de France, coordonné par Mgr Gardette, d'abord avec la collaboration de l'abbé Théobald Lalanne, qui pousse très loin l'aréologie linguistique, met en évidence dès 1950 des sous-ensembles dialectaux graduels et invente l'interpoint en 1953. Les travaux de l'abbé Lalanne, en dehors de l'Atlas pour lequel il est enquêteur sur les premiers volumes, sont diffusés de manière très limitée et demeurent méconnus. Parallèlement sur le même projet national, Henri Guiter responsable de l'Atlas linguistique et ethnographique des Pyrénées Orientales, innove par ses cartes extra-linguistiques et ses mesures dialectologiques précises, sa méthode d'enquête directe.  
Jean Séguy, nourrit par ces collaborations au sein de ce grand projet national, achève de mettre au point une nouvelle discipline quantitative : la dialectométrie,,,,,,, qu'il décrit en 1971 puis précise et nomme en 1973 dans la Revue de linguistique romane. Les tomes IV, V mais surtout VI de l'Atlas linguistique et ethnographique de la Gascogne qu'il dirige, mettent cette discipline en œuvre. 
Séguy définit ainsi la dialectométrie : « Soit deux localités extrêmes A et B situées sur une droite et une série de localités intermédiaires b, c, d.. x, on compte une unité de différence chaque fois que pour un signifié donné apparaît un signifiant nouveau, cette variation pouvant être lexématique - un nouvel étymon entrant en jeu - ou phonétique ; les différences morphologiques sont comptabilisées de même ». 
Xavier Ravier résume, en 1974, la définition de cette discipline comme la « mesure mathématique de l'incidence réelle de la variation des parlers dans l'espace ». 
Hans Goebl formule en 1983 une définition qui reflète son usage intense de l'outil informatique : « dialectométrie = géographie linguistique + taxonomie numérique ». La dialectométrie connait d'importants développements, notamment grâce à l'apport de l'informatique et des calculs statistiques.

## Publications
- « L'enquête en haute Gascogne », Le Français moderne, no 3,‎ 1947, p. 181-183.
- Le français parlé à Toulouse (thèse de doctorat), Toulouse, E. Privat, 1950 (réimpr. 2015), 132 p.
- « L'Atlas linguistique de la Gascogne », Le Français Moderne, no 4,‎ 1951, p. 242-263.
- Les noms populaires des plantes dans les Pyrénées centrales (thèse de doctorat), Barcelone, Consejo superior de investigaciones científicas Instituto de estudios pirenaicos, 1953 (présentation en ligne)
- « Essai sur l'état des palatales et de -d- roman en occitan du XIIe siècle », Annales de la faculté des lettres de Toulouse,‎ 1953, p. 169-220.
- (fr) Atlas linguistique et ethnographique de la Gascogne, Paris, éditions du CNRS, 1954-1973, 6 vol.
- (oc) Raport sul concors de lenga d'òc, 10 p., 1955.
- « Les cartes auxiliaires de l'Atlas linguistique de la Gascogne : essai d'aréologie méthodique », Via Domitia, no 3,‎ 1956, p. 36-62.
- « Noms de l'étincelle en Gascogne », Miscelanea filologica dediscada A Mons. A. Griera, no 2,‎ 1960, p. 353-359.
- « Essai de cartographie phonologique appliquée à l'Atlas linguistique de la Gascogne », dans Actes du 10e congrès international de linguistique et de philologie romanes, 1965, p. 1029–1050.
- « Garbure », dans Mélanges de linguistique et de philologie romanes offerts à monseigneur Pierre Gardette, Strasbourg, Klincksieck, 1966, p. 433-437.
- « Structures sémantiques des noms désignant en gascon les catégories d'animaux d'élevage », Via Domitia, nos 12-13,‎ 1967, p. 1-13.
- « La relation entre la distance spatiale et la distance lexicale », Revue de linguistique romane, nos 139-140,‎ 1971, p. 335-357.
- Les atlas linguistiques de la France par région, Revue Langue Française, no 18, 1973, p. 65-90
- « La dialectométrie dans l’Atlas linguistique de la Gascogne », Revue de linguistique romane, vol. 37,‎ 1973, p. 1-24.
- avec Xavier Ravier : Poèmes chantés des Pyrénées gasconnes, CNRS - Centre régional de publications de Toulouse-Pyrénées, 1979.